# LPST Tozeur
El Tozeur es un club deportivo de Túnez de la ciudad de Tozeur. Fue fundado en 1945 y cuenta con varias disciplinas deportivas como fútbol. La sección de fútbol juega en la CLP-3.

## Estadio
Su estadio es el Stade de Tozeur.

## Plantilla 2013
- Wael Hedfi
- Belgacem Ghidhaoui
- Anis Matar Becha
- Oussama Omrani
- Khmayes Chebbi
- Maher Khemir
- Amine Ben Abdallah
- Haythem Gloulou
- Jamel Hmida
- Montassar Hafidhi
- Aymen Elghali
- Saif Ayari
- Anis Khedher
- Hammadi Hammadi
- Wissem Abu-Guetif
- Ahmed Najjar
- Marwane Rabah
- Mehdi Msakni
- Marwane Tritar
- Claude Gondo